# 카롤리 콘스탄틴 폰 합스부르크로트링겐
카롤리 콘스탄틴 폰 합스부르크로트링겐(Károly Konstantin von Habsburg-Lothringen, 2004년 7월 20일 ~ )은 헝가리계 오스트리아인 합스부르크로트링겐가 일원이다.

## 같이 보기
- 합스부르크가